# Ascanio
Ascanio és una òpera en cinc actes composta per Camille Saint-Saëns sobre un llibret francès de Louis Gallet, basat en Benvenuto Cellini (1852) de Paul Meurice, basat al seu torn en la històrica novel·la d'Alexandre Dumas (1843). S'estrenà al Académie nationale de musique de París el 21 de març de 1890.
El nom va ser canviat per Ascanio per evitar confusions amb l'òpera de Berlioz Benvenuto Cellini.

## Origen i context
Ascanio va ser composta per Saint-Saëns entre 1887 i 1888. Va triar el tema de la figura històrica de Benvenuto Cellini en gran part a causa de la seva amistat amb Meurice que, a més d'escriure l'obra de Cellini, també va ajudar a escriure la novel·la de Dumas de 1843. El tema també provenia del desig de Saint-Saëns de basar les seves òperes en la història de França. El llibret de l'òpera segueix en gran manera l'obra de Meurice. L'apartat més destacat de l'òpera és el tercer acte, que es fixa en una festa a Fontainebleau. La música d'aquest acte inclou un divertiment llarg de 12 danses que recorda en gran manera l'òpera barroca francesa. Saint-Saëns va dedicar l'òpera a la mezzosoprano i directora Pauline Viardot.